# Neukamerun

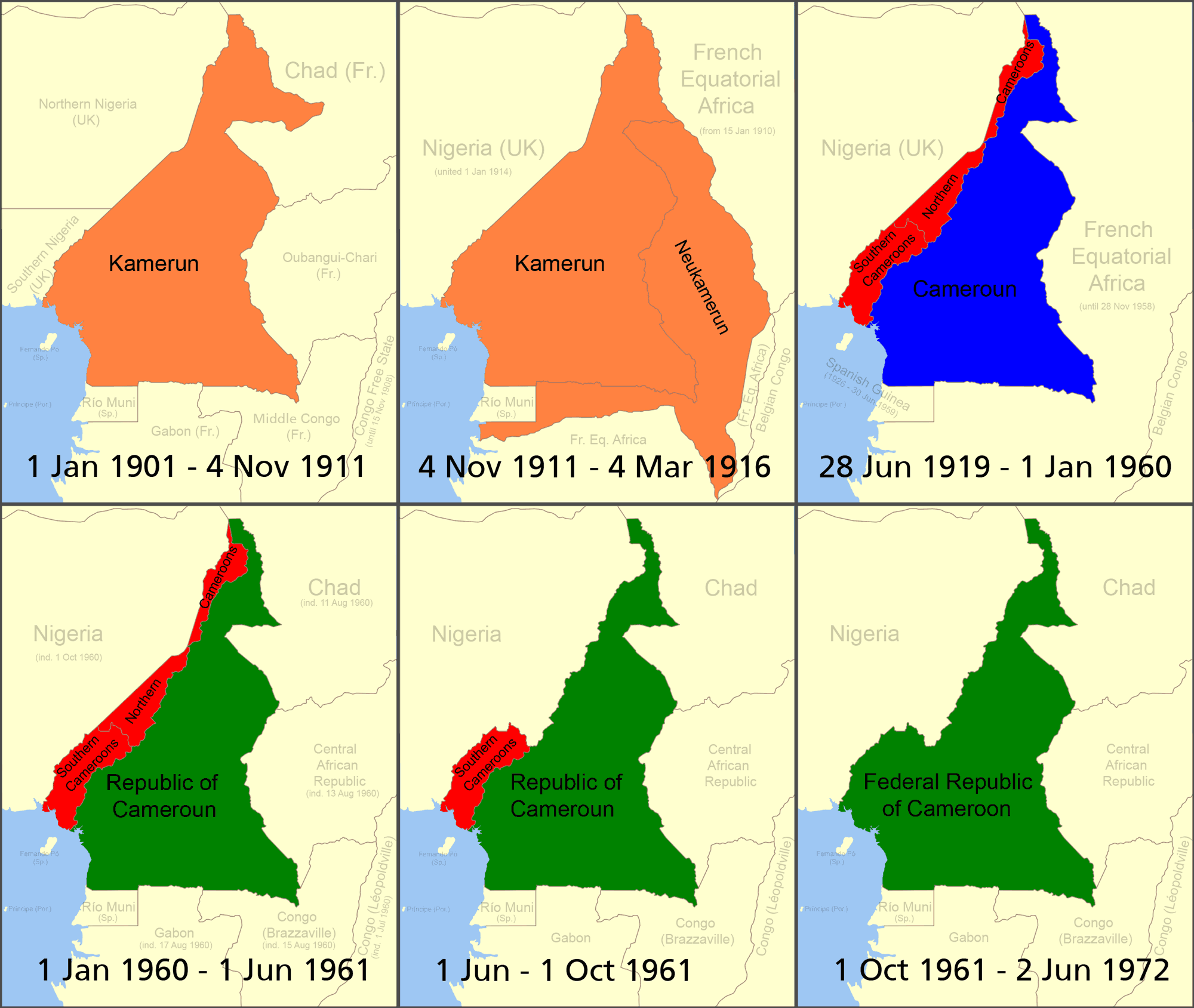
Camarões ao longo do tempo

Neukamerun (em português: Novos Camarões) foi um território da África Central cedido pela França à Alemanha, em 1911. Ao assumir o cargo em 1907, Theodor Seitz, governador dos Camarões Alemães, defendeu a aquisição de territórios do Congo francês. A Alemanha possuía o único grande rio da Africa Central, o rio Congo, e territórios mais a leste dos Camarões Alemães que permitiria um melhor acesso à via navegável.
A França e a Alemanha eram rivais pelo Marrocos, e em 1911, a Crise de Agadir irrompeu sobre a questão da posse desse reino. Os dois países concordaram em negociar, em 9 de julho de 1911, e em 4 de Novembro, foi assinado o Tratado de Fez. A França concordou em ceder parte do Congo francês à Alemanha em troca do reconhecimento alemão dos direitos da França no Marrocos e uma faixa de terra no nordeste dos Camarões Alemães entre os rios Logone e Chari. A colônia dos Camarões Alemães cresceu de 465 000 km² para 760 000 km². Otto Gleim era governador dos Camarões Alemães na época.
A troca provocou um debate na Alemanha; opositores argumentaram que os novos territórios apresentavam poucas oportunidades para a exploração comercial ou outro benefício. O secretário colonial alemão acabou por demitir-se após o assunto.
Durante a Primeira Guerra Mundial, a França estava ansiosa para recuperar o território. Em 1916, a Alemanha devolveu Neukamerun para a França após a queda das forças alemãs na África. A França assumiu o controle de Cameroun como um mandato da Liga das Nações (embora não tenha sido integrada a África Equatorial Francesa). O território faz atualmente parte do Chade, República Centro Africana, República do Congo, Gabão.